# Statue of Liberty
Statue of Liberty è il secondo singolo del gruppo pop inglese XTC, pubblicato nel 1978.

## Il disco
Il singolo, registrato durante le sessioni per l'album White Music è prodotto da John Leckie, che fa anche da ingegnere del suono; operatore ai nastri è Alan "Jaffa" Douglas.

Il singolo è distribuito per fare da traino all'album di debutto White Music, e il brano è più corto di 20 secondi rispetto alla versione pubblicata in seguito sull'album.

Le etichette blu della Virgin utilizzate nelle prime copie sono sostituite nelle ristampe con le più canoniche (per i tempi) verdi e rosse. L'edizione giapponese utilizza per la copertina la parte posteriore della copertina inglese.

Il brano Statue of Liberty non è stato trasmesso nelle ore diurne dalla radio inglese per via del testo considerato scabroso laddove racconta di "navigare sotto la sua gonna".

Hang On to the Night era inizialmente intitolata Here Come the Saucers.

Partridge rimane così deluso dalla copertina scelta dalla casa discografica da decidere, da quel momento, di doversi occupare personalmente delle copertine dei suoi dischi.

## Formazione
- Andy Partridge - chitarra e voce
- Colin Moulding - basso e voce
- Barry Andrews - tastiere e voce
- Terry Chambers - batteria

## Tracce 7"
Lato A
1. Statue of Liberty (Andy Partridge) - 2:25

Lato B
1. Hang On to the Nigh (Partridge) - 2:12